# Pangkal Niur
Pangkal Niur is een bestuurslaag in het regentschap Bangka van de provincie Bangka-Belitung, Indonesië. Pangkal Niur telt 3268 inwoners (volkstelling 2010).